# Yahya ben Idrís ben Umar
Yahya ben Idrís ben Úmar fue emir de la dinastía idrisí en el Magreb. Era hijo de Idrís, hermano de Alí ben Umar y se rebeló reclamando los derechos de este último, expulsado por un alzamiento de los sufríes del que se había beneficiado Yahya ben al-Qásim de Arcila, que había logrado el poder en el 883. Sin embargo, la lucha contra los rebeldes sufríes acabó debilitando a Yahya III. Cuando terminó esta contienda, las fuerzas de este eran mínimas y era buen momento para la rebelión. La guerra tuvo una duración indeterminada, pero el 905 el general Rabi ibn Sulaimán, al servicio de Yahya IV, derrotó y mató a Yahya III. Entonces Yahya ibn Idrís se proclamó emir.
Esta situación de guerra civil no pasó desapercibida para los fatimíes de Ifriqiya. En el 909, Muhámmad Abu Ubayd Allah al-Mahdi Billah se proclamó califa (909-934). El gobernador idrisí de Tsul, Taza y Meknés, Masala ibn Habu, jefe de los bereberes cenetes de la tribu miknasa, abandonó la obediencia idrisí, aceptó la autoridad del califa fatimí y se apoderó de Yebala. En el 917, el gobernador de Nékor, Saíd ibn Salhi, de dinastía sálhida (o salíhida) rechazó este reconocimiento idrisí y se negó a reconocer como soberano al califa fatimí. En el 915, el jefe miknasa Musa ibn Abi l-Afiya, primo del general fatimí Masala, ocupó temporalmente Fez pero se vio obligado a retirarse.
Yahya IV fue derrotado por el general fatimí Masala ibn Habu ante Fez en el 922, tuvo que reconocer la soberanía del califa y pagarle tributo. Aunque se le permitió conservar el gobierno de su capital y de sus alrededores, tuvo que entregar el resto del reino a los fatimíes, del que nombraron gobernador al jefe de los miknasa, Musa ibn Abi l-Afiya. Masala conquistó también Nékor (26 de junio del 917) pero el hijo del emir, refugiado en la costa ibérica, regresó y recuperó el poder en la ciudad a los pocos meses.
Pronto Musa se dio cuenta de que Yahya buscaba la alianza con Córdoba (que había ayudado al hijo del emir depuesto de Nékor contra los fatimíes) y constituía un obstáculo a la dominación de cenete del Magreb. Cuando Masala penetró en la zona por segunda vez en el 923, Musa le instigó contra Yahya, al que aquel destronó. Yahya se vio obligado a huir y a refugiarse con los demás idrisíes en la región del Rif y Basra. Falleció poco tiempo después. Masala entregó el gobierno de Fez a un cenete que sirvió cinco años junto a Musa ibn Abi l-Afía, que administraba el resto del país (dinastía Banu l-Afía o miknasa) y permaneció leal a los fatimíes. Musa pensó que el poder fatimí había crecido demasiado y era contrario a sus intereses y entró en contacto con Córdoba, lo que condujo a su deposición. Hacia el 925, la exitosa revuelta de Al-Hayyam al-Hasan ibn Muhámmad ibn al-Kasim (Hasan I al-Haggum), sobrino del Yahya III, le llevó al trono.